# Scelio horai
Scelio horai är en stekelart som beskrevs av Mani 1936. Scelio horai ingår i släktet Scelio och familjen Scelionidae. Inga underarter finns listade i Catalogue of Life.